# Copa Rio de 2016
A Copa Rio de Profissionais de  2016 foi a 21ª edição da Copa Rio, competição organizada pela Federação de Futebol do Estado do Rio de Janeiro. A princípio, o torneio seria disputado por dezesseis agremiações, mas teve o regulamento alterado pela federação para ser disputado por quatorze equipes divididas em dois grupos na fase inicial. No entanto, a Ferj alterou a tabela mais uma vez a fim de incluir o Itaboraí, fechando o número de participantes em quinze clubes. Assim como nas edições anteriores, o campeão poderá escolher entre uma vaga na Copa do Brasil de 2017 ou na Série D de 2017. O vice-campeão ficará com a vaga restante.
Apesar de encerrada no dia 22 de outubro, a competição não teve um campeão definido após a partida final – vencida pelo Friburguense nos pênaltis. Um dia antes da decisão, o Tribunal de Justiça Desportiva do Rio de Janeiro (TJD-RJ) concedeu liminar à Portuguesa-RJ sob alegação de irregularidade na inscrição do jogador Diego Guerra, do Friburguense, na primeira partida da final. No dia 28 de outubro, o TJD decidiu por unanimidade punir o clube de Nova Friburgo em primeira instância, dando o título da competição à Portuguesa-RJ. No dia 5 de novembro, o Friburguense acionou o Pleno do TJD para recorrer da decisão. No segundo julgamento, no dia 14 de dezembro, o TJD manteve a punição e o título da Portuguesa-RJ.

## Regulamento
- Na primeira fase, as equipes serão divididas em dois grupos de sete e os times de um grupo enfrentarão os times do outro em turno único. Os dois melhores colocados de cada chave avançam na competição.
- Nas semifinais, o 1º de um grupo enfrenta o 2º do outro em jogos de ida e volta. A ordem dos mandos de campo será definida por sorteio. Em caso de empate ao final dos dois jogos, a decisão na vaga da final será decidida nos pênaltis.
- Os vencedores das semifinais disputam a final, seguindo os critérios de mando de campo e de empate da fase anterior. O campeão escolhe disputar a Copa do Brasil de 2017 ou a Série D de 2017. O vice-campeão fica com a opção restante.[3]

## Participantes
| Equipe            | Cidade                | Em 2015      | Estádio (mando)     | Capacidade | Títulos (último) | Forma de classificação |
| ----------------- | --------------------- | ------------ | ------------------- | ---------- | ---------------- | ---------------------- |
| America           | Rio de Janeiro        | 9º           | Giulite Coutinho    | 13 544     | 0                | 1º da Série B de 2015  |
| Angra dos Reis    | Angra dos Reis        | 17º          | Jair Toscano        | 1 500      | 0                | 8º da Série B de 2015  |
| Bangu             | Rio de Janeiro        | 11º          | Moça Bonita         | 9 024      | 0                | 8º da Série A de 2015  |
| Boavista-RJ       | Saquarema             | 10º          | Eucyr Resende       | 4 315      | 0                | 14º da Série A de 2015 |
| Friburguense      | Nova Friburgo         | 16º          | Eduardo Guinle      | 5 500      | 0                | 10º da Série A de 2015 |
| Goytacaz          | Campos dos Goytacazes | não disputou | Ary de Oliveira     | 5 800      | 0                | 6º da Série B de 2015  |
| Itaboraí          | Itaboraí              | não disputou | Alziro de Almeida   | 900        | 0                | 1º da Série C de 2015  |
| Madureira         | Rio de Janeiro        | 7º           | Conselheiro Galvão  | 2 136      | 1 (2011)         | 5º da Série A de 2015  |
| Portuguesa-RJ     | Rio de Janeiro        | 2º           | Luso-Brasileiro     | 4 697      | 1 (2000)         | 2º da Série B de 2015  |
| Queimados FC      | Queimados             | não disputou | Nivaldo Pereira     | 2 184      | 0                | 10º da Série B de 2015 |
| Resende           | Resende               | 1º           | Trabalhador         | 4 600      | 2 (2015)         | 9º da Série A de 2015  |
| Rio São Paulo     | Rio de Janeiro        | 20º          | Marrentão           | 3 334      | 0                | Convidado              |
| Sampaio Corrêa-RJ | Saquarema             | 6º           | Lourival Gomes      | 1 800      | 0                | 9º da Série B de 2015  |
| São Gonçalo EC    | São Gonçalo           | não disputou | Alziro de Almeida   | 900        | 0                | 8º da Série C de 2015  |
| Volta Redonda     | Volta Redonda         | 3º           | Raulino de Oliveira | 18 230     | 4 (2007)         | 7º da Série A de 2015  |

## Primeira Fase
Nesta fase as equipes de um grupo enfrentam o grupo oposto.
| Pos | Equipes           | Pts | J | V | E | D | GP | GC | SG  |
| --- | ----------------- | --- | - | - | - | - | -- | -- | --- |
| 1   | Itaboraí          | 16  | 7 | 5 | 1 | 1 | 12 | 3  | +9  |
| 2   | Friburguense      | 13  | 7 | 4 | 1 | 2 | 14 | 5  | +9  |
| 3   | Angra dos Reis    | 12  | 7 | 3 | 3 | 1 | 8  | 6  | +2  |
| 4   | Madureira         | 11  | 7 | 3 | 2 | 2 | 8  | 7  | +1  |
| 5   | São Gonçalo EC    | 8   | 7 | 2 | 2 | 3 | 12 | 15 | –3  |
| 6   | Bangu             | 7   | 7 | 2 | 1 | 4 | 7  | 9  | –2  |
| 7   | Sampaio Corrêa-RJ | 5   | 7 | 1 | 2 | 4 | 4  | 7  | –3  |
| 8   | Queimados FC      | 0   | 7 | 0 | 0 | 7 | 2  | 21 | –19 |

|  |                                           |
|  | Zona de classificação para a próxima fase |

| Pos | Equipes       | Pts | J | V | E | D | GP | GC | SG  |
| --- | ------------- | --- | - | - | - | - | -- | -- | --- |
| 1   | Resende       | 17  | 8 | 5 | 2 | 1 | 13 | 4  | +9  |
| 2   | Portuguesa-RJ | 17  | 8 | 5 | 2 | 1 | 13 | 6  | +7  |
| 3   | Boavista-RJ   | 13  | 8 | 4 | 1 | 3 | 14 | 8  | +6  |
| 4   | America       | 13  | 8 | 4 | 1 | 3 | 11 | 8  | +3  |
| 5   | Volta Redonda | 8   | 8 | 2 | 2 | 4 | 9  | 11 | –2  |
| 6   | Goytacaz      | 8   | 8 | 2 | 2 | 4 | 5  | 12 | –7  |
| 7   | Rio São Paulo | 8   | 8 | 2 | 2 | 4 | 8  | 18 | –10 |

|  |                                           |
|  | Zona de classificação para a próxima fase |

### Confrontos
|                   | AME | ANG | BAN | BVT | FRI | GOY | ADI | MAD | QUE | AAP | RES | RSP | SAM | SGE | VRE |
| ----------------- | --- | --- | --- | --- | --- | --- | --- | --- | --- | --- | --- | --- | --- | --- | --- |
| America           | —   |     | 2–1 |     |     |     |     | 1–0 |     |     |     |     | 3–2 | 1–2 |     |
| Angra dos Reis    | 1–1 | —   |     |     |     |     |     |     |     | 1–1 |     | 2–0 |     |     | 2–1 |
| Bangu             |     |     | —   | 1–2 |     | 2–0 |     |     |     |     | 1–1 |     |     |     |     |
| Boavista          |     | 1–1 |     | —   |     |     |     | 1–3 |     |     |     |     | 1–0 | 3–0 |     |
| Friburguense      | 1–0 |     |     | 1–0 | —   | 5–0 |     |     |     |     |     |     |     |     |     |
| Goytacaz          |     | 0–1 |     |     |     | —   | 1–0 |     | 1–0 |     |     |     | 0–1 |     |     |
| Itaboraí          | 1–0 |     |     | 2–0 |     |     | —   |     |     | 2–0 |     |     |     |     |     |
| Madureira         |     |     |     |     |     | 1–1 |     | —   |     |     | 1–0 |     |     |     | 2–1 |
| Queimados         | 0–3 |     |     | 0–6 |     |     |     |     | —   | 0–4 |     | 1–2 |     |     |     |
| Portuguesa-RJ     |     |     | 1–0 |     | 2–1 |     |     | 2–0 |     | —   |     |     |     | 2–2 |     |
| Resende           |     | 2–0 |     |     | 2–0 |     | 0–0 |     | 3–0 |     | —   |     |     |     |     |
| Rio São Paulo     |     |     | 3–1 |     | 0–5 |     | 0–4 | 1–1 |     |     |     | —   |     |     |     |
| Sampaio Corrêa-RJ |     |     |     |     |     |     |     |     |     | 0–1 | 0–1 | 0–0 | —   |     | 1–1 |
| São Gonçalo EC    |     |     |     |     |     | 2–2 |     |     |     |     | 2–4 | 4–2 |     | —   | 0–1 |
| Volta Redonda     |     |     | 0–1 |     | 1–1 |     | 2–3 |     | 2–1 |     |     |     |     |     | —   |

### Desempenho por rodada
|         | 1   | 2   | 3   | 4   | 5   | 6   | 7   | 8   |
| Grupo A | FRI | SGE | BAN | SGE | MAD | FRI | FRI | ADI |
| Grupo B | BVT | BVT | AME | AAP | AAP | AAP | RES | RES |

|         | 1   | 2   | 3   | 4   | 5   | 6   | 7   | 8   |
| Grupo A | QUE | QUE | QUE | QUE | QUE | QUE | QUE | QUE |
| Grupo B | GOY | VRE | RSP | VRE | RSP | RSP | VRE | RSP |

## Fase final
Em itálico, os times que possuem o mando de campo no primeiro jogo do confronto e em negrito os times vencedores.
|  | Semifinais    | Semifinais    | Semifinais | Semifinais |       |                    | Final | Final | Final | Final |
|  |               |               |            |            |       |                    |       |       |       |       |
|  | Friburguense  | 1             | 4          | 5          |       |                    |       |       |       |       |
|  | Resende       | 1             | 1          | 2          |       |                    |       |       |       |       |
|  | Resende       | 1             | 1          | 2          |       | Friburguense (pen) | 3     | 3     | 6 (4) |       |
|  |               |               |            |            |       | Friburguense (pen) | 3     | 3     | 6 (4) |       |
|  |               | Portuguesa-RJ | 2          | 4          | 6 (3) |                    |       |       |       |       |
|  | Portuguesa-RJ | Portuguesa-RJ | 2          | 4          | 6 (3) | 4                  | 0     | 4     |       |       |
|  | Portuguesa-RJ |               |            |            |       | 4                  | 0     | 4     |       |       |
|  | Itaboraí      | 0             | 3          | 3          |       |                    |       |       |       |       |

### Semifinais
Primeiro jogo
| 8 de outubro | Portuguesa-RJ                                   | 4 – 0     | Itaboraí | Estádio Luso Brasileiro, Rio de Janeiro    |
| 15:00        | Allan 55', 63' · Fabinho 81' · Maicon Assis 82' | Relatório |          | Público: 139 Árbitro: Rafael Martins de Sá |

| 8 de outubro | Friburguense | 1 – 1     | Resende       | Estádio Eduardo Guinle, Nova Friburgo            |
| 15:00        | Lohan 19'    | Relatório | 45+1' Dieyson | Público: 240 Árbitro: Carlos Eduardo Nunes Braga |

Segundo jogo
| 12 de outubro | Itaboraí                      | 3 – 0     | Portuguesa-RJ | Estádio Alzirão, Itaboraí                     |
| 15:00         | Edu 22', 90+5' · Peterson 44' | Relatório |               | Público: 236 Árbitro: Diego da Silva Lourenço |

| 12 de outubro | Resende      | 1 – 4     | Friburguense                                     | Estádio do Trabalhador, Resende              |
| 15:00         | Jhulliam 80' | Relatório | 13' Anderson · 48' Lohan · 75' Bidu · 84' Jarles | Público: 205 Árbitro: Daniel de Sousa Macedo |

### Final
Primeiro jogo
| 16 de outubro | Friburguense                           | 3 – 2     | Portuguesa-RJ               | Estádio Eduardo Guinle, Nova Friburgo                |
| 16:00         | Vitinho 33' · Ziquinha 42' · Lohan 52' | Relatório | 2' Maicon Assis · 38' Allan | Público: 640 Árbitro: Maurício Machado Coelho Júnior |

Segundo jogo
| 22 de outubro | Portuguesa-RJ                                                     | 4 – 3 | Friburguense                       | Estádio Luso Brasileiro, Rio de Janeiro          |
| 15:45         | Victor Hugo 25' · Romarinho 56' · Rodrigo Almeida 69' · Allan 77' |       | 10', 24' Lohan · 90+2' Luiz Felipe | Público: 445 Árbitro: Rodrigo Carvalhaes Miranda |

|                                                      |       | Penalidades                           |  |
| Victor Hugo Fabinho Pessanha Diego Maia Maicon Assis | 3 – 4 | Luiz Felipe Vitinho Lucas João Victor |  |

## Premiação
| Copa Rio de 2016                 |
| Rio de Janeiro                   |
| -------------------------------- |
| PORTUGUESA-RJ Campeã (2º título) |

## Artilharia
| Gols | Jogador        | Time           |
| ---- | -------------- | -------------- |
| 11   | Lohan          | Friburguense   |
| 9    | Allan          | Portuguesa-RJ  |
| 5    | Márcio Carioca | São Gonçalo EC |
| 4    | Douglas Lima   | Rio São Paulo  |
| 4    | Gustavo        | Volta Redonda  |
| 4    | Luan           | Boavista-RJ    |
| 4    | Maicon Assis   | Portuguesa-RJ  |
| 4    | Robinho        | Resende        |

## Classificação geral
| Pos | Times             | Pts | J  | V | E | D | GP | GC | SG  | Classificação                                             |
| --- | ----------------- | --- | -- | - | - | - | -- | -- | --- | --------------------------------------------------------- |
| 1   | Portuguesa-RJ     | 23  | 12 | 7 | 2 | 3 | 23 | 15 | +8  | Campeão e classificado para a Série D de 2017             |
| 2   | Friburguense      | 141 | 11 | 6 | 2 | 3 | 25 | 13 | +12 | Vice-campeão e classificado para a Copa do Brasil de 2017 |
| 3   | Itaboraí          | 19  | 9  | 6 | 1 | 2 | 15 | 7  | +8  | Eliminados na semifinal                                   |
| 4   | Resende           | 18  | 10 | 5 | 3 | 2 | 15 | 9  | +6  | Eliminados na semifinal                                   |
| 5   | Boavista-RJ       | 13  | 8  | 4 | 1 | 3 | 14 | 8  | +6  | Eliminados na primeira fase                               |
| 6   | America           | 13  | 8  | 4 | 1 | 3 | 11 | 8  | +3  | Eliminados na primeira fase                               |
| 7   | Angra dos Reis    | 12  | 7  | 3 | 3 | 1 | 8  | 6  | +2  | Eliminados na primeira fase                               |
| 8   | Madureira         | 11  | 7  | 3 | 2 | 2 | 8  | 7  | +1  | Eliminados na primeira fase                               |
| 9   | Volta Redonda     | 8   | 8  | 2 | 2 | 4 | 9  | 11 | –2  | Eliminados na primeira fase                               |
| 10  | São Gonçalo EC    | 8   | 7  | 2 | 2 | 3 | 12 | 15 | –3  | Eliminados na primeira fase                               |
| 11  | Goytacaz          | 8   | 8  | 2 | 2 | 4 | 5  | 12 | –7  | Eliminados na primeira fase                               |
| 12  | Rio São Paulo     | 8   | 8  | 2 | 2 | 4 | 8  | 18 | –10 | Eliminados na primeira fase                               |
| 13  | Bangu             | 7   | 7  | 2 | 1 | 4 | 7  | 9  | –2  | Eliminados na primeira fase                               |
| 14  | Sampaio Corrêa-RJ | 5   | 7  | 1 | 2 | 4 | 4  | 7  | –3  | Eliminados na primeira fase                               |
| 15  | Queimados FC      | 0   | 7  | 0 | 0 | 7 | 2  | 21 | –19 | Eliminados na primeira fase                               |

1O Friburguense foi punido pelo TJD com a perda de seis pontos por escalação de jogador irregular.